# Abdul Rahman Al Ghafiqi
Abd ar-Rahman ibn Abdallah al-Ghafiqi (- oktober 732; Arabisch: عبد الرحمن بن عبد الله الغافقي, DMG ʿAbd ar-Raḥmān b. ʿAbd Allāh al-Ġāfiqī, ook bekend als Abd er Rahman, Abdderrahman, Abderame of Abd el-Rahman) was een Moorse militaire leider.

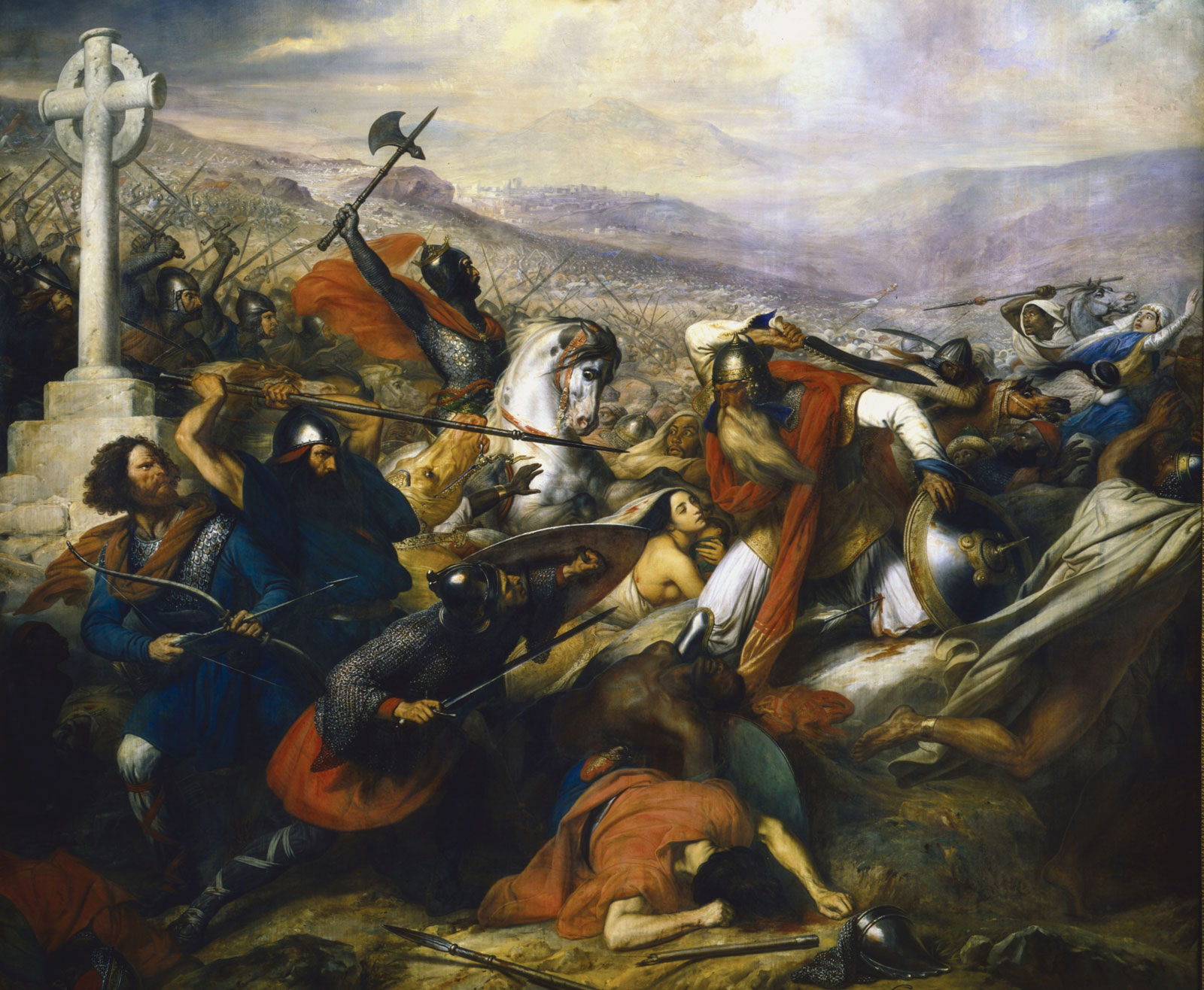
Slag bij Poitiers in oktober 732
Een triomferende Karel Martel (te paard) en Abdul Rahman Al Ghafiqi (rechts) tijdens de slag bij Poitiers (732)
(1837), Carl von Steuben, Kasteel van Versailles

Abd ar-Rahman was afkomstig uit de Jemenitische clan van Ghafiqi en trok tijdens de islamitische expansie naar de Noord-Afrikaanse provincie Ifriqiya. In Marokko kwam hij in contact met Musa ibn Nusayr, de stadhouder van het in 711 veroverde Al-Andalus, alsook met diens zoon en opvolger Abd al-Aziz ibn Musa. Nadat de vierde Andalusische stadhouder as-Samh ibn Malik al-Chawlani in juni 721 bij een veldtocht tegen Toulouse was gesneuveld, werd Abd ar-Rahman diens opvolger, doch werd hij reeds na ongeveer twee maanden uit deze post ontzet en door Anbasa ibn Suhaym al-Kalbi opgevolgd. Abd ar-Rahman vatte in 722 het plan op het Frankische Rijk binnen te vallen. Nadat Anbasa ibn Suhaym al-Kalbi in 726 in het Frankische Rijk stierf, volgden in de volgende vier jaren vijf stadhouders elkaar op, eer Abd ar-Rahman in 730 door de Omajjadenkalief Hisham opnieuw als stadhouder van Al-Andalus werd aangesteld.
Nu zocht ook hij als legeraanvoerder met veldtochten over de Pyreneeën oorlogsroem te verwerven. Hij drong door naar het noorden en versloeg hertog Odo van Aquitanië aan de Dordogne. Bij zijn opmars verwoestte hij in 732 de stad Bordeaux. Het is onduidelijk, of hij een verovering van het hele Frankische Rijk had gepland, in elk geval verschijnt hij met een machtig leger. Zijn opmars werd feitelijk gedacht een rooftocht tegen de rijke stad Tours te zijn geweest. Hoe dan ook werd in oktober zijn leger halverwege Tours en Poitiers nabij Châtellerault opgewacht door de troepen van Karel Martel, die een bondgenootschap had gesloten met koning Liutprand van de Longobarden. Het kwam in oktober 732 tot een heftige strijd (slag bij Poitiers, in de islamitische geschiedschrijving balāṭ al-shuhadā ("geplaveide weg van martelaars van het geloof") genoemd), die de islamitische troepen verloren. Hun legeraanvoerder Abd ar-Rahman kwam in de slag om het leven.